# دربرابر یخ
دربرابر یخ (به انگلیسی: Against the Ice) یک فیلم بقای تاریخی محصول ۲۰۲۲ به کارگردانی پیتر فلینث و نویسندگی نیکلای کاستر والدو و جو دریک است که بر اساس داستان واقعی ساخته شده‌است. بازیگرانی همچون کاستر والدو، جو کول، چارلز دنس و هایدا رید در آن به ایفای نقش پرداخته‌اند. این فیلم در ایسلند و گرینلند فیلمبرداری شده‌است. دربرابر یخ در ۱۵ فوریه ۲۰۲۲ در هفتاد و دومین جشنواره بین‌المللی فیلم برلین به نمایش درآمد و در ۲ مارس ۲۰۲۲ در نتفلیکس منتشر شد و نظرات متفاوتی از منتقدان دریافت کرد.

## خلاصه داستان
داستان فیلم بر اساس داستانی واقعی از ماموریت قطبی دانمارک در سال ۱۹۰۹ است. دو مردی که به دنبال نقشه گمشده ای محوطه وسیع گرینلند را جستجو می کنند ، باید برای زنده ماندن بجنگند.